# Децебал
Децебал, Дечебал (лат. Decebalus; пом. 106) — дакійський цар приблизно упродовж 86—106 років. Вважають, що Децебал не є власним ім'ям, а лише позначенням «царя» або «князя»

## Початок правління
У 86 році Децебал вторгся в Мезію, розбив римського намісника Оппія Сабіна та захопив провінцію. У відповідь на це римський імператор Доміціан у 87 році направив в Дакію свої війська. Але вони були розбиті, а Децебал захопив всі римські стяги. У 88 році нова римська армія вторглася в Дакію. Вирішальна битва відбулася біля Тани, в Трансильванії, римлянам вдалось розбити даків. Але не зважаючи на перемогу вони не змогли розвинути свій успіх, оскільки кордонам імперії в той час почали загрожувати германські племена квадів, але найголовніше — заколот Луція Антонія Сатурніна, імператорського легата-пропретора Верхньої Германії. З Децебалом було укладено мир, умови якого самі римляни вважали принизливими для себе.

## Війна з Траяном (101—102)
Відразу після вступу на трон імператор Траян почав підготовку до війни з даками. Навесні 101 року він напав на Дакію. Римляни знов дали битву при Тані, яку знов виграли. Але просування в глиб країни було повільним, оскільки даки запекло боронилися, захищаючи мало не кожне поселення. Зима, примусила Траяна зупинитися і розмістити війська в укріплених таборах. Децебал скористався цим і зібравши даків та союзників — бастарнів і сарматів, атакував провінцію Мезію. Траян був вимушений переправити частину своїх сил з Дакії в Мезію, де у вирішальній битві, з великими втратами, здолав даків. Навесні 102 року Траян продовжив наступ. Важкі втрати даків примусили Децебала просити миру.
Мирний договір був дуже невигідним для Децебала. За ним римлянам були залишені всі території, які вони встигли захопити. Також Децебал повинен був зруйнувати оборонні укріплення в країні, здати римлянам зброю. Розмір армії обмежувався. В разі війни Децебал мав надавати римлянам військову допомогу. А його зовнішня політика мала повністю контролюватися Римом. Цей договір був для Децебала лише перервою та перепочинком у війні і дав можливість зібратися з силами. Всупереч умовам миру Децебал почав укріплювати армію та готуватися до нової війни. Водночас Траян не став покладатися на договір, оскільки його метою було повне підкорення Дакії.

## Війна з Траяном (105—106)
На початку літа 105 року Траян, скориставшись тим, що Децебал порушив мирний договір 102 року, вторгся в Дакію. Римляни атакували країну відразу з декількох сторін. Всі зусилля Децебала, були марними — і римська армія просувалася в глиб країни, поки не досягла столиці — Сармізегетузи. Децебал спробував сховатися, щоб організувати новий опір, але йому це не вдалося. Його оточив римський загон на чолі з військовим VII Клавдієвого легіона Тиберієм Клавдієм Максимом. Тоді він, щоб не потрапляти в полон, здійснив самогубство, кинувшись на меч. Після смерті Децебала римська армія лише придушувала незначні спалахи повстань. 106 року була утворена нова римська провінція — Дакія. Траян захопив великі багатства, а в Римі на честь перемоги над даками звели знамениту Траянську колону, що збереглася донині.

## В мистецтві

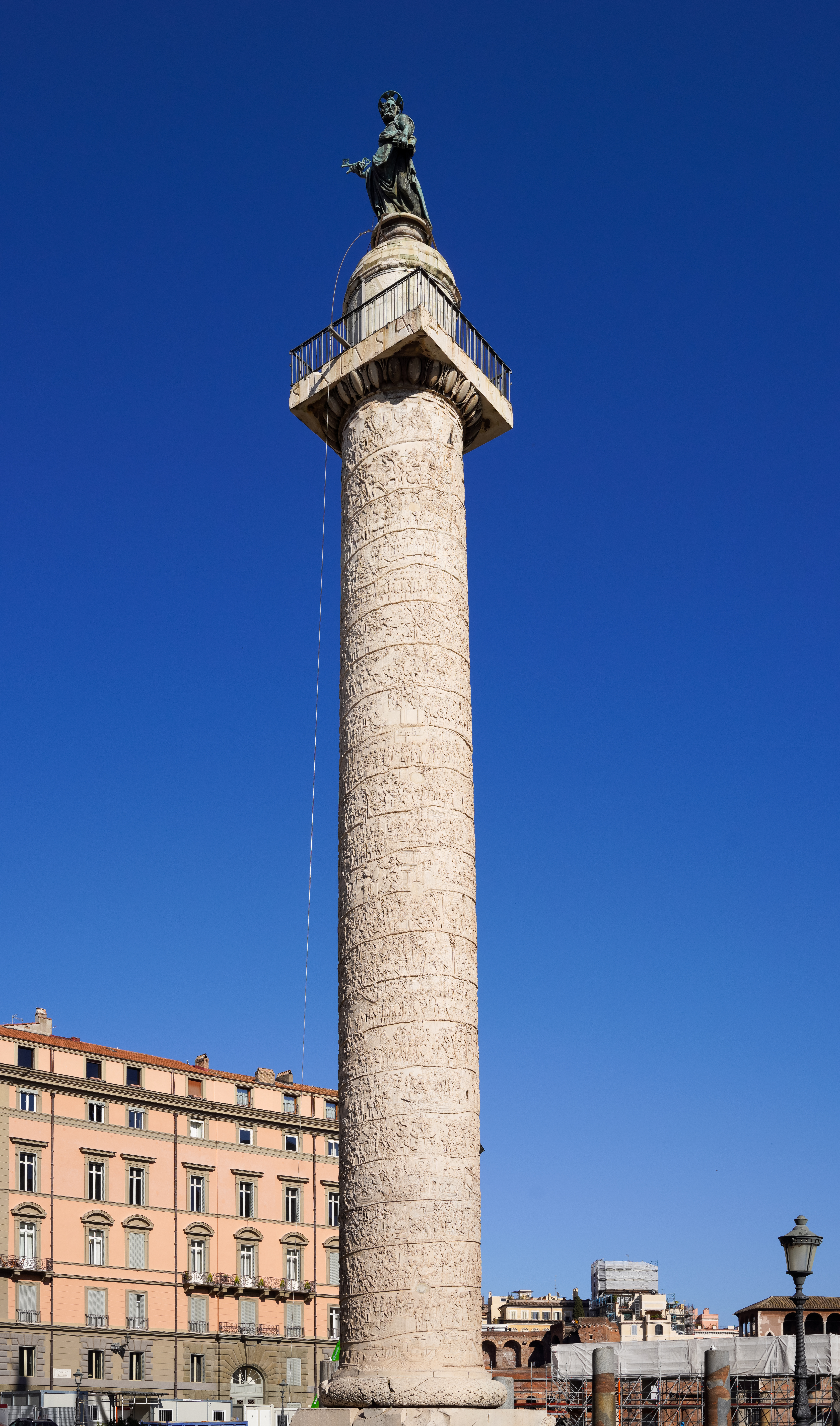
Колона Траяна в Римі
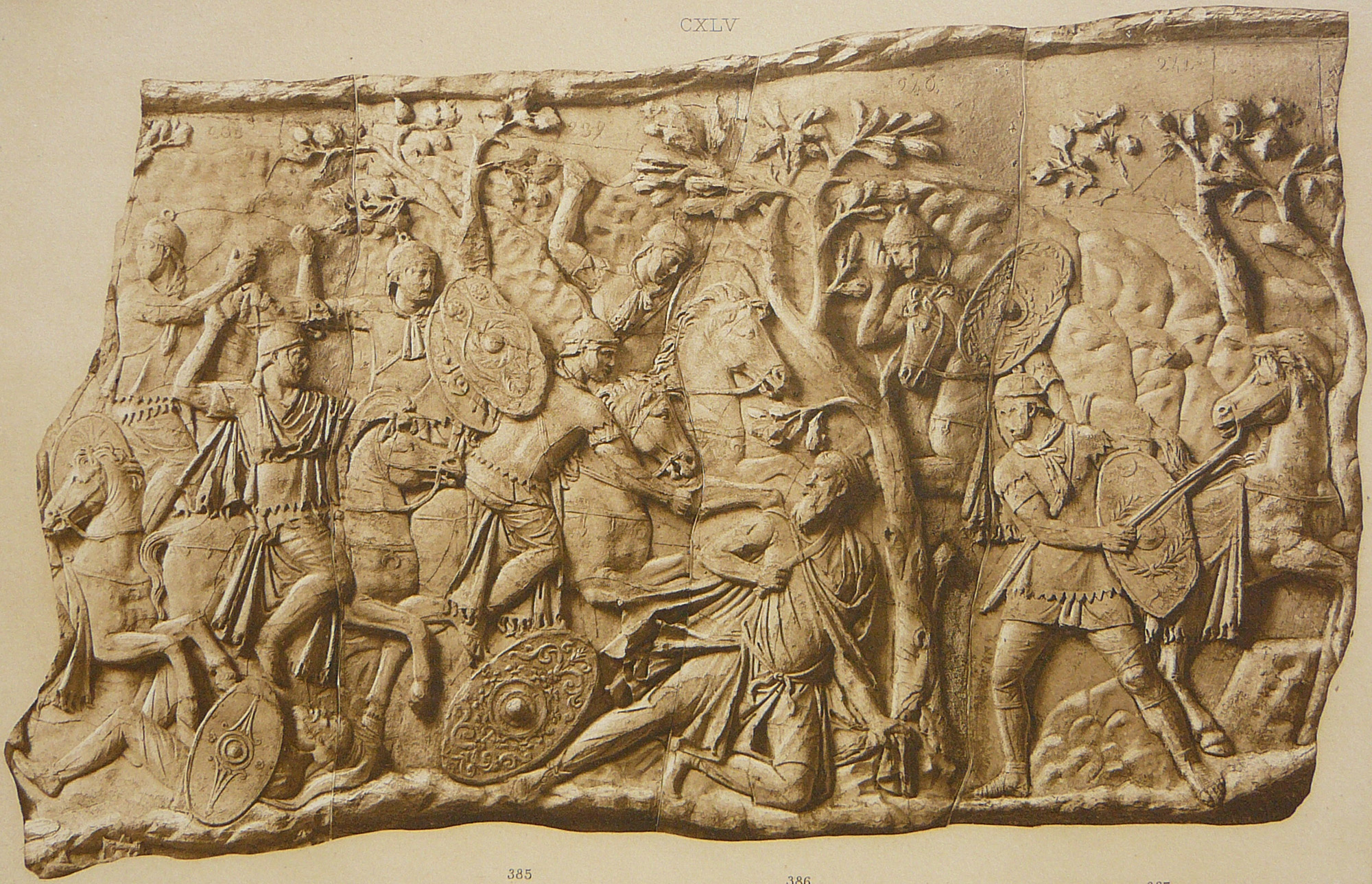
Самогубство Децебала (фрагмент колони Траяна в Римі)
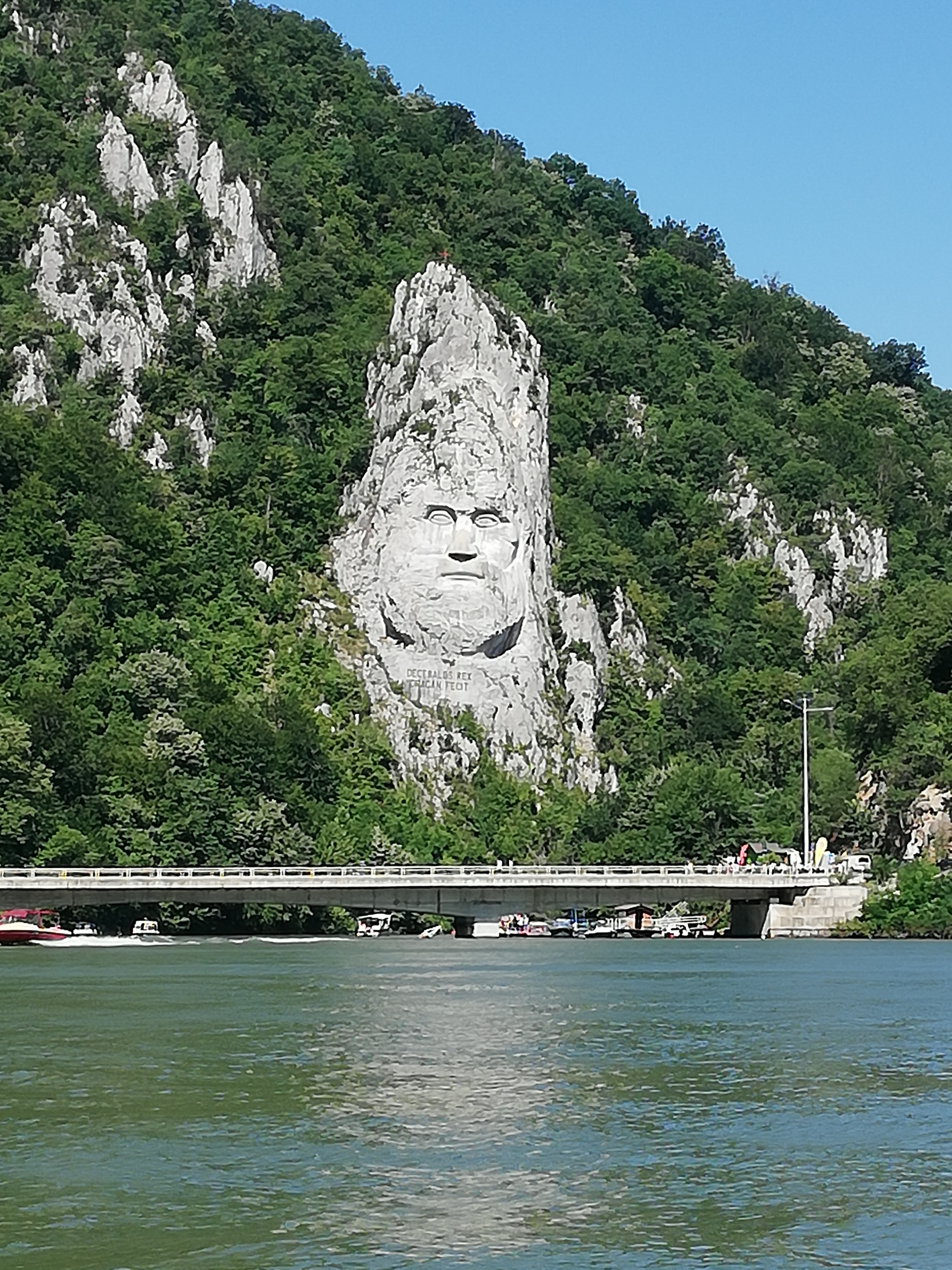
скальна скульптура на Залізних Воротах Дунаю, 1994–2004
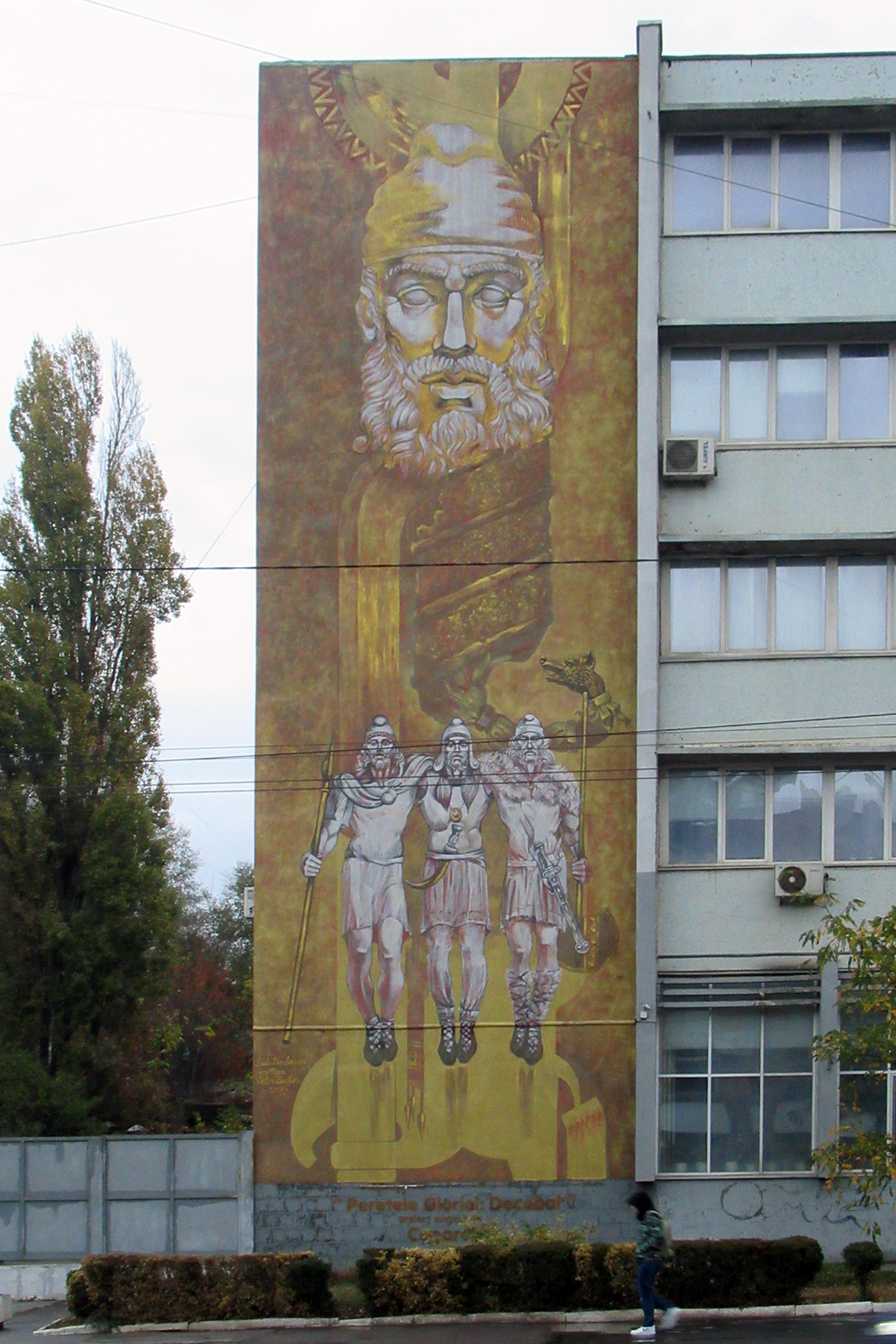
стінопис «Стіна слави Децебала» у Кишиневі на однойменному бульварі